# Kujataa
Kujataa é uma região de pastagens localizada na região sub-ártica da Groenlândia, que faz parte da Dinamarca. Acredita-se que tenha sido a primeira região a ser utilizada como fazenda no Ártico. 
A evidência mais antiga da presença da língua nórdica antiga fora da Europa foi encontrada em Kujataa.
É formada por cinco localidades:
- Qassiarsuk
- Igaliku
- Sissarluttoq
- Qaqortukulooq (Hvalsey)
- Tasikuluulik (Vatnahverfi)

## UNESCO
Foi inscrito como Patrimônio Mundial da UNESCO em 2017 por: "representar a mais antiga introduçãod e pastoreio no ´´Artico, e a expansão nórdica além da Europa."